# جامعة دار المعارف الإسلامية
جامعة دار المعارف الإسلامية (والمعروفة باسم جامعة دار المعارف) هي جامعة قومي بارز يقع في باهادرات، شيتاغونغ في بنغلادش.  المدير المؤسس للجامعة هو سلطان ذوق ندوي [الإنجليزية] .

## أكاديميون
تقدم جامع دار المعارف للطلاب التعليم الإسلامي من المرحلة الأولية إلى أعلى المستويات. إلى جانب المعرفة الإسلامية، يقوم أيضًا بتدريس المعرفة الحديثة للطالب في مواد مثل اللغات الإنجليزية والبنغالية والرياضيات والجغرافيا والتاريخ والعلوم الاجتماعية والعلوم العامة حتى المستوى الثانوي. 
كما يقدم التخصص (أي ما يعادل الدكتوراه) في الدراسات الإسلامية للطلاب الذين أتموا تكميل (ماجستير) بنجاح. 

### الإدارات
لدى الجامعة الأقسام التالية: 
- قسم حفظ القرآن
- قسم الأدب (الأدب العربي)
- قسم الشريعة الإسلامية
- قسم الدعوة والدراسات الإسلامية
- دورة اللغة العربية

## المنشورات
تصدر جماعة دار المعارف الإسلامية العديد من المنشورات على النحو التالي: 
1. مجلة الحق الشهرية (مجلة شهرية باللغة البنغالية)
2. مناروس (مجلة عربية دورية) [4]

## روابط خارجية
- دار العلوم، جامعيس ومدرسة كاومي العالمية